# 팔라완저산대다람쥐
팔라완저산대다람쥐(Sundasciurus rabori)는 다람쥐과에 속하는 설치류의 일종이다. 필리핀의 토착종이다. 자연서식지는 아열대 또는 열대 기후 지역의 건조림이다. 서식지 감소로 위협을 받고 있다.